# Wielowieś (powiat międzychodzki)
Wielowieś (pol. hist. "Wielawieś" ) – wieś sołecka w Polsce położona w województwie wielkopolskim, w powiecie międzychodzkim, w gminie Międzychód, przy drodze wojewódzkiej nr 160.
Wieś określa się mianem południowego przedmieścia Międzychodu, z powodu bezpośrednio graniczących z miastem zabudowań, zlokalizowanych przy głównej arterii, którą jest droga wojewódzka.

## Historia
Wieś pierwotnie związana była z Wielkopolską. Ma metrykę średniowieczną i istnieje co najmniej od połowy XV wieku. Wymieniona po raz pierwszy w dokumencie zapisanym po łacinie z 1449 jako "Nowawyesch", a później także w 1453 "Vyelavyesz", 1464 "Wyelawyesz", 1469 "Wyelawyesch", 1470 "Vyelawyesch", 1475 "Wielawiesz", 1475 "Vielyawyess, Vyelyawyess", 1500 "Wyelyawyesz", 1508 "Wielawiess", 1507 "Vyelavyesz", 1510 "Wyelavyesz", 1510 "Novavyesz", 1512 "Wyelka Wyesh", 1517 "Wyelyawyesch", 1532 "Wyelawiesz", 1553 "Wyelga Wyesz", 1553 "Wielga Wyesz", 1563 "Wielga Wiesz suburbium", 1564 "Wielyawiesz", 1567 "Wieliawiesz", 1576 "Wyelyawyes suburbium", 1580 "Wieliawies" .
W 1469 miejscowość leżała w powiecie poznańskim Korony Królestwa Polskiego. W 1508 należała do parafii Kamionna. W 1577 odnotowany został we wsi młyn o dwóch kołach. Miejscowość była własnością szlachecką należącą początkowo do Grzymałów, a potem podzieloną po połowie między wielkopolskie rody szlacheckie Ostrorogów herbu Nałęcz oraz do Skórów z Gaju. W latach 1449–76 właścicielem Wielowsi był Stanisław Ostroróg, syn Sędziwoja .
W 1508 odnotowany został pobór podatku od 16 łanów. W 1510 odnotowano pobór z 36 półłanków: w tym z połowy Wielowsi panów z Ostroroga od 9 półłanków osiadłych i 9 półłanków opustoszałych oraz z drugiej połowy panów Skórów z Gaju, którzy płacili od 18 półłanków. Z całej wsi płacili oni także meszne plebanowi. W 1521 wymieniono imiennie kmieci gospodarujących we wsi: Pawła Grzywacza, Pawła Szytpę, Pawła Roga, Kośkę (Koszkę), Dąbka, Misioła (Myssol) oraz zagrodnika Jasia (Gyaszyo). Łany opustoszałe uprawiali Jadamek i Rzepczyk, a półłanki opustoszałe Świątek oraz Gurbiński. W 1553 zanotowano pobór z Wielowsi od Mikołaja Skóry oraz Jana Grabskiego od 5 łanów. W 1564 odprowadzano z miejscowości wiardunek dziesiętny z 7 łanów. Od całej wsi właściciele płacili także po 6 groszy do klucza dóbr biskupów poznańskich w Pczewie. W 1563 miejscowość odnotowana jest jako przedmieście i płaci pobór od 15 półłanków, 4 komorników oraz jednego krawca. W 1567 pobór od 7,5 łana oraz 4 zagrodników. W 1577 pobór z części Zofii z Tęczyna Ostrorogowej kasztelanowej międzychodzkiej od 3 łanów, karczmy, 2 kół młyńskich korzecznika (młyna rzecznego), a także od 3 zagrodników. W 1591 Jan z Ostroroga podczaszy koronny odnowił uposażenie kościoła parafialnego w Międzychodzie wykorzystując do tego m.in. dziesięcinę snopową oraz meszne z folwarków w Wielowsi. Zobowiązano wówczas plebana do utrzymywania nauczyciela lokalnej szkoły, na rzecz którego wszyscy ojcowie rodzin w parafii mieli płacić po 0,5 grosza .
W okresie Wielkiego Księstwa Poznańskiego (1815-1848) miejscowość należała do wsi większych w ówczesnym pruskim powiecie Międzyrzecz w rejencji poznańskiej. Wielowieś (niem. Grosdorf) należała do okręgu międzychodzkiego tego powiatu i stanowiła część majątku Prusim, którego właścicielem był wówczas Reich. Według spisu urzędowego z 1837 roku wieś liczyła 137 mieszkańców, którzy zamieszkiwali 11 dymów (domostw).
W latach 1975–1998 miejscowość należała administracyjnie do województwa gorzowskiego.